# 阿蘇爾梅安巴國家公園
14°50′15″N 87°53′43″W / 14.83750°N 87.89528°W

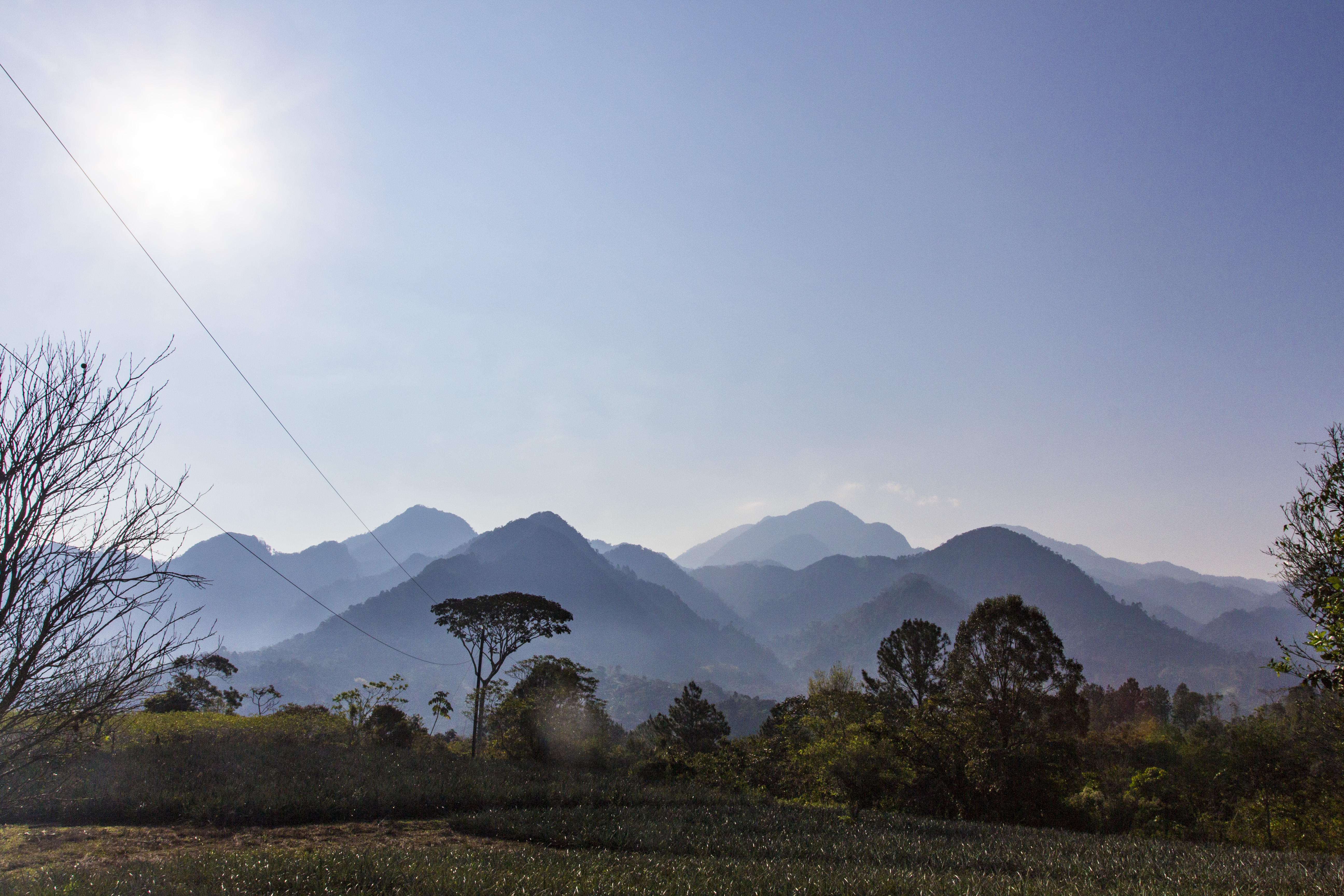

阿蘇爾梅安巴國家公園是洪都拉斯的國家公園，處於特古西加爾巴西北面110公里，成立於1987年1月1日，面積300平方公里，最高點海拔高度2,047米。